# Boys Diving, Honolulu
Boys Diving, Honolulu je americký němý film z roku 1901. Režisérem je Robert Kates Bonine (1862–1923). Film trvá necelou jednu minutu.
Kopie filmu jsou uloženy v knihovně Kongresu ve Washingtonu a ve filmových a televizních archivech Kalifornské univerzity v Los Angeles. O dětech ve filmu není nic známo.

## Děj
Film zachycuje skupinu havajských dětí, jak skáče do vody. V pozadí je vidět jeden malý proplouvající motorový člun a pět kotvících plachetnic.